# Cañete, Cuenca

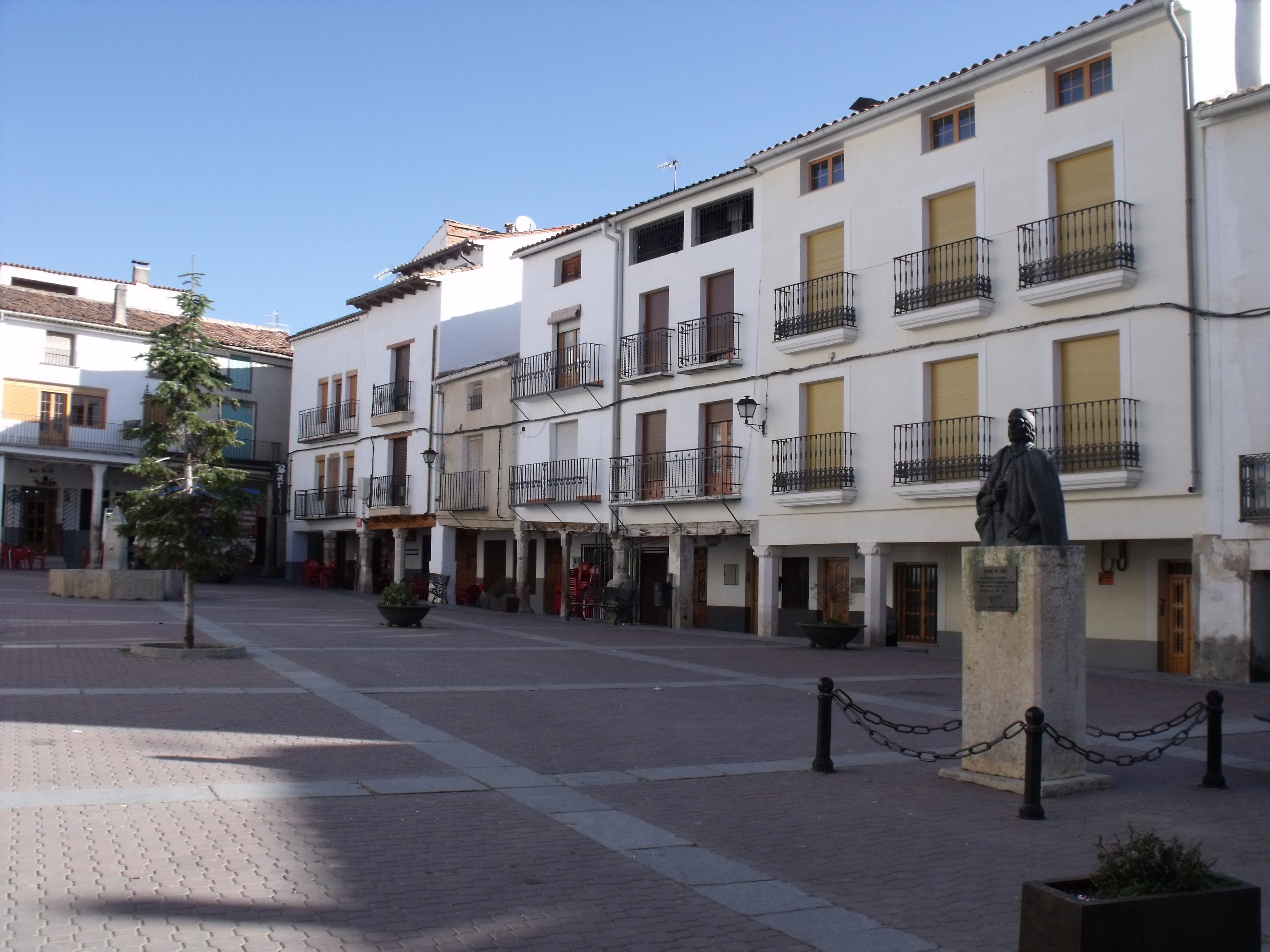

Cañete là một đô thị trong tỉnh Cuenca, cộng đồng tự trị Castile-La Mancha Tây Ban Nha. Đô thị này có diện tích là 86,96 ki-lô-mét vuông, dân số năm 2009 là 947 người với mật độ người/km². Đô thị này có cự ly 70 km so với tỉnh lỵ Cuenca.